# Академгородок (Новосибирск)

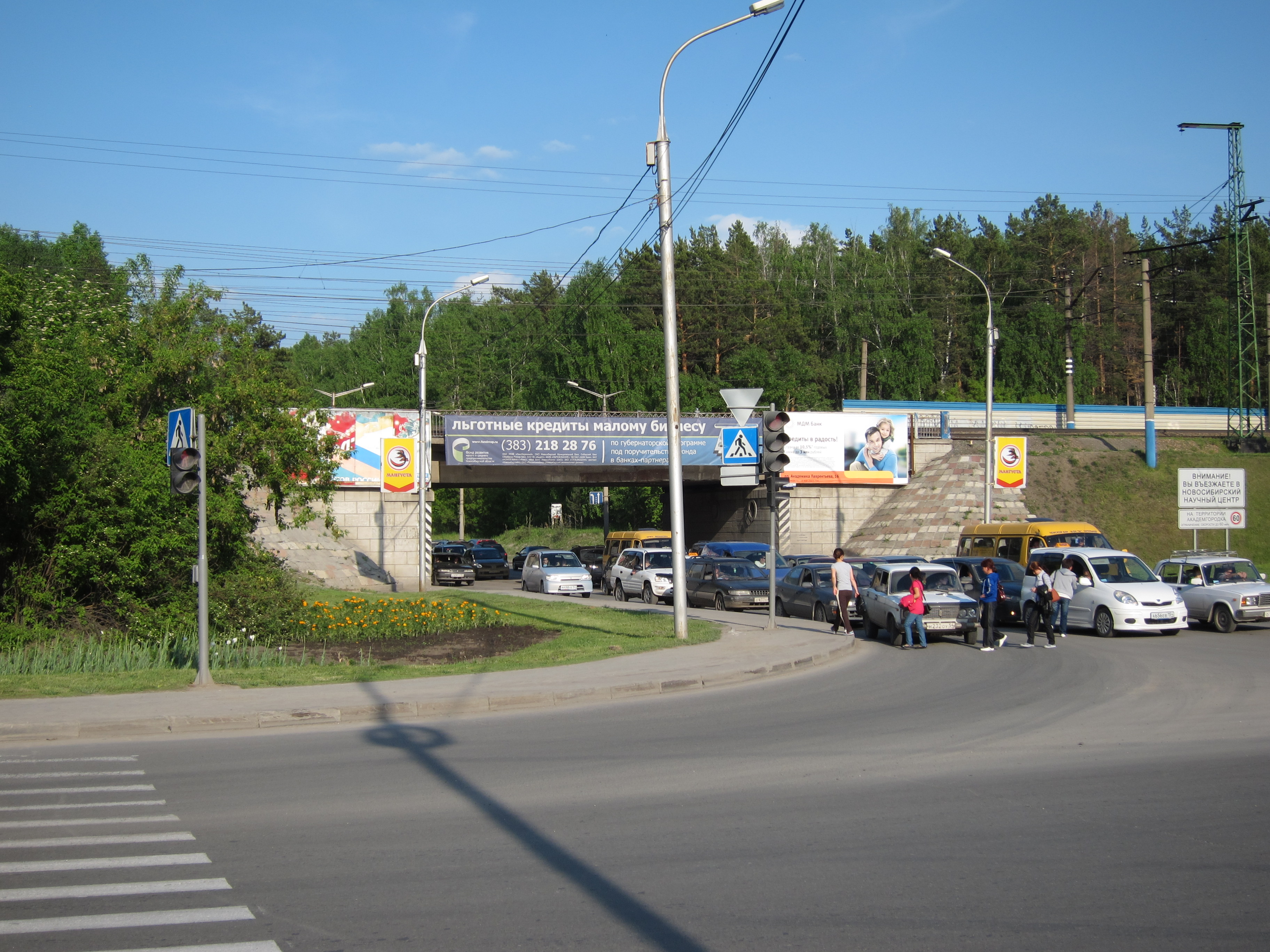
Въезд в Академгородок по проспекту Строителей

Новосиби́рский Акаде́мгородо́к — часть Советского района Новосибирска. Расположен в 20 километрах к югу от центра города, на правом берегу Новосибирского водохранилища.
Академгородок является одним из важнейших научных и образовательных центров России. На территории Академгородка расположены десятки научно-исследовательских институтов, Президиум Сибирского отделения Российской академии наук (СО РАН), Новосибирский государственный университет, физико-математическая школа.
В декабре 2014 года новосибирский Академгородок включён в реестр объектов культурного наследия регионального значения.

## Природные условия
При строительстве Академгородка важной задачей считалось как можно в большей степени сохранить природу той местности, на которой он строился. Благодаря этому на территории Академгородка присутствуют значительные естественные лесные массивы, кроме того, было сделано много искусственных посадок. Специально оставленный лесной массив отделяет Академгородок от Бердского шоссе. Всё это вместе даёт важный вклад в обеспечение комфортных условий жизни в Академгородке.

## История Академгородка

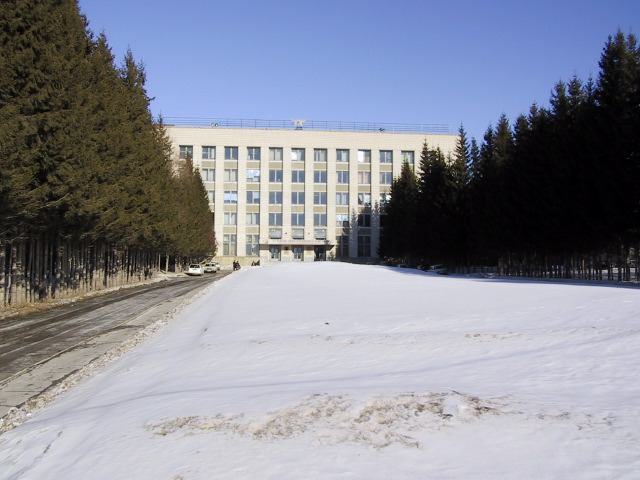
Институт ядерной физики СО РАН в Академгородке

### Советский период
Советские академики Михаил Лаврентьев (1900—1980), Сергей Соболев (1908—1989), Сергей Христианович (1908—2000) предложили организовать в Сибири крупный научный центр с институтами разных направлений. Эта идея получила широкий отклик научной общественности, многие известные учёные объявили о своем желании поехать работать в Сибирь.
Предложение академиков Лаврентьева, Христиановича и Соболева о создании на востоке СССР научного центра было одобрено советским правительством. 18 мая 1957 года Совет министров СССР постановил организовать в Новосибирске Сибирское отделение Академии наук СССР для усиления научных исследований в области физико-технических, естественных и экономических наук и быстрейшего развития производительных сил Сибири и Дальнего Востока. В состав СО АН СССР вошли филиалы АН СССР (Западно-Сибирский, Восточно-Сибирский, Якутский и Дальневосточный), а также Сахалинский комплексный научно-исследовательский институт АН СССР и Институт физики АН СССР в Красноярске. Для проведения подготовительной работы был создан оргкомитет во главе с Михаилом Лаврентьевым.
Строительство началось в 1958 году, и здания первых институтов и жилых домов были введены в эксплуатацию в 1959 году (первым был закончен институт Гидродинамики).
Весной 1958 года в Академгородке был образован Советский район Новосибирска. Первым секретарём райкома партии стал Егор Лигачёв.
Постановлением Совета министров СССР от 17 октября 1958 года в сибирском центре создается Новосибирский государственный университет с семью факультетами и четырьмя общеуниверситетскими кафедрами. 29 сентября 1959 года в нём начались занятия.
Уже в первые годы учёные сибирского научного центра достигли значительных результатов. Выросла и окрепла школа академика Анатолия Мальцева. Член-корреспондент Леонид Канторович и доктор экономических наук Абел Аганбегян вели работы по использованию математических методов в экономике. Академик Илья Векуа занимался исследованиями в области интегральных уравнений, академик Андрей Бицадзе добился новых результатов в изучении уравнений смешанного типа. Крупный успех в области прикладной и машинной математики был получен с приездом в сибирский центр члена-корреспондента Гурия Марчука. Группа молодых ученых под руководством члена-корреспондента Алексея Ляпунова работала по кибернетике и её самым разнообразным приложениям.
11—15 апреля 1960 года была проведена первая конференция молодых учёных Сибирского отделения АН СССР, к участию в которой были привлечены многие молодые ученые и специалисты города.
По постановлению Совета министров СССР в 1958 году в Новосибирск перебазирована входящая в число десяти крупнейших библиотек мира Государственная публичная научно-техническая библиотека. Она стала межведомственным координационным центром научных и специальных библиотек Сибири и Дальнего Востока. В её фондах имелось около пяти миллионов книг.

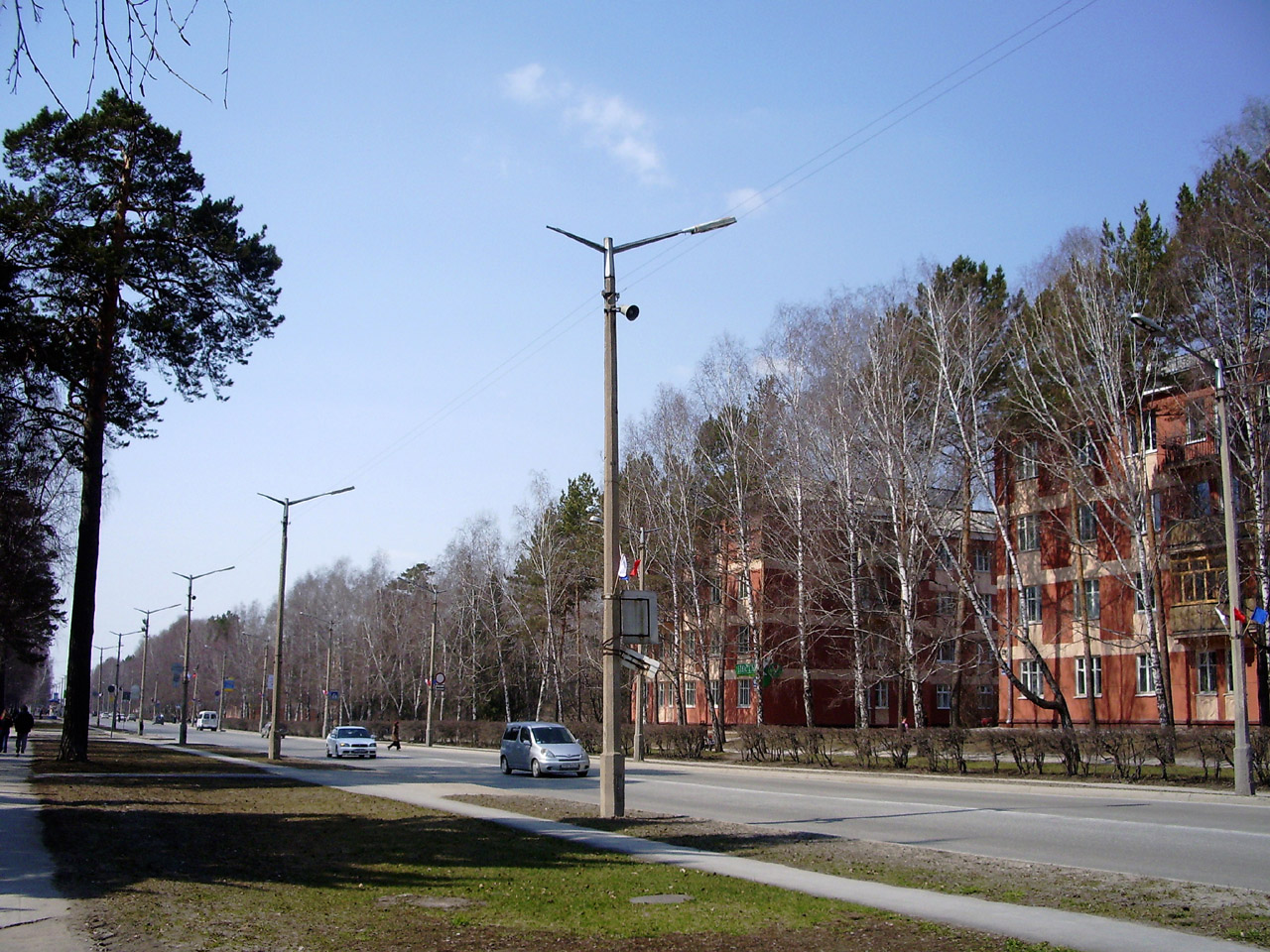
Морской проспект в Академгородке

В 1967 году в Новосибирском научном центре работало 11 академиков, 40 членов-корреспондентов АН СССР, 125 докторов и около 1400 кандидатов наук. Институты СО АН СССР вели исследования более чем по 500 научным темам. В области физики, математики, химии, геологических, естественных наук СО АН стало одним из крупнейших научных центров нашей страны. Наука широко входила в практику, в производство. Разработаны и пущены в серийное производство для промышленных целей электронные ускорители нового типа, которые повышали термостойкость полиэтилена, применялись для стерилизации медицинских препаратов, уничтожения вредителей зерна в элеваторах, для расплавления тугоплавких металлов. Был предложен новый метод изготовления многослойных материалов сваркой с помощью взрыва (сталь и медь, латунь и серебро и др.), разработаны принципиально новые рабочие циклы пневматических машин ударного действия и на основе их сконструированы пневматические молотки, превосходящие по показателям машины подобного типа, имеющиеся в стране. Учёные разработали, сконструировали и испытали мощный гидроимпульсный пресс-молот, штампующий детали сложной формы с минимальными припусками на последующую обработку. Получены новые химические вещества, значительно ускоряющие ход реакций (катализаторы); разработаны способы экстракционного извлечения металлов, позволяющие добиться их особой чистоты, нужной в ряде производств; синтезированы полимеры — исходное сырье для получения новых искусственных материалов, обладающих повышенной стойкостью к агрессивным реагентам (фторорганические и кремнийорганические соединения); подготовлены данные к составлению схемы размещения производительных сил и комплексного развития районов Западной Сибири на период до 1980 года.
Ряд разработок использован в практике с большим экономическим эффектом. Например, метод упрочения железнодорожных крестовин с помощью взрыва (увеличение износоустойчивости), новая схема поточной технологии добычи угля, расчеты по оптимальной загрузке прокатных станов и другие.
За архитектурно-планировочное решение Новосибирского академгородка СО АН СССР в 1967 году группа архитекторов Всесоюзного проектного и научно-исследовательского института комплексной энергетической технологии (ВНИПИЭТ) была удостоена Государственной премии РСФСР в области архитектуры.
Знаковым событием в истории Академгородка было проведение клубом «Под интегралом» в марте 1968 года первого официального фестиваля авторской песни.

### Постсоветский период

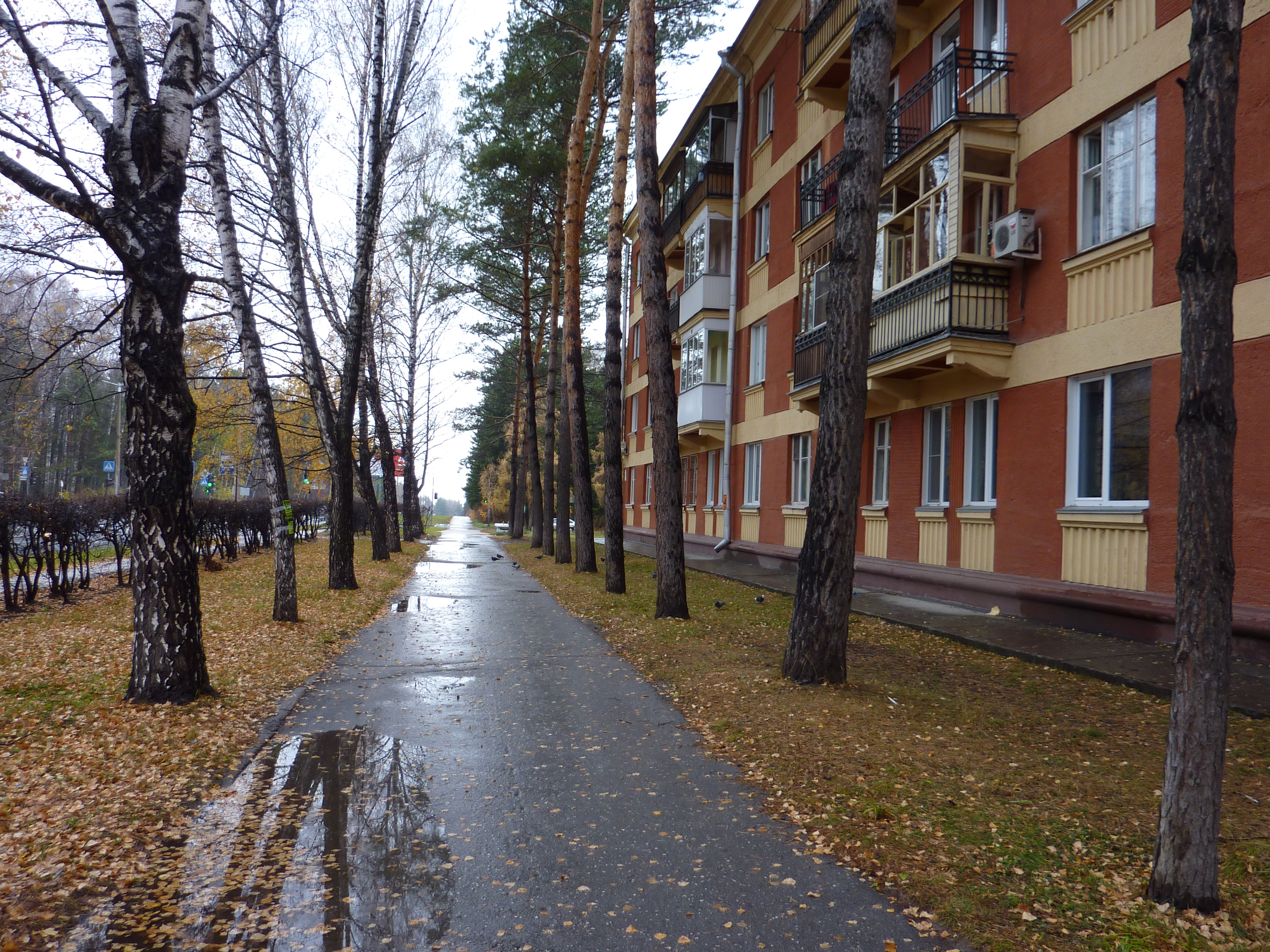
Морской проспект в 2011 году.

Распад советской экономической системы и самого СССР привёл к глубокому экономическому кризису в Академгородке. Реальные зарплаты учёных резко снизились, нередко до уровня ниже прожиточного минимума; началась массовая эмиграция учёных в зарубежные университеты и научные центры.
В то же время наблюдались и положительные явления. Частные инвестиции (в основном из-за рубежа) привели к созданию в Академгородке исследовательских компаний и компаний по производству программного обеспечения. Были открыты подразделения компаний Intel и Schlumberger и создана компания «Новософт». К 2006 году частные инвестиции в экономику Академгородка достигли 150 миллионов долларов в год (увеличившись с 10 млн долларов в 1997 году), и наблюдалась тенденция к их дальнейшему росту.

### Новосибирский технопарк

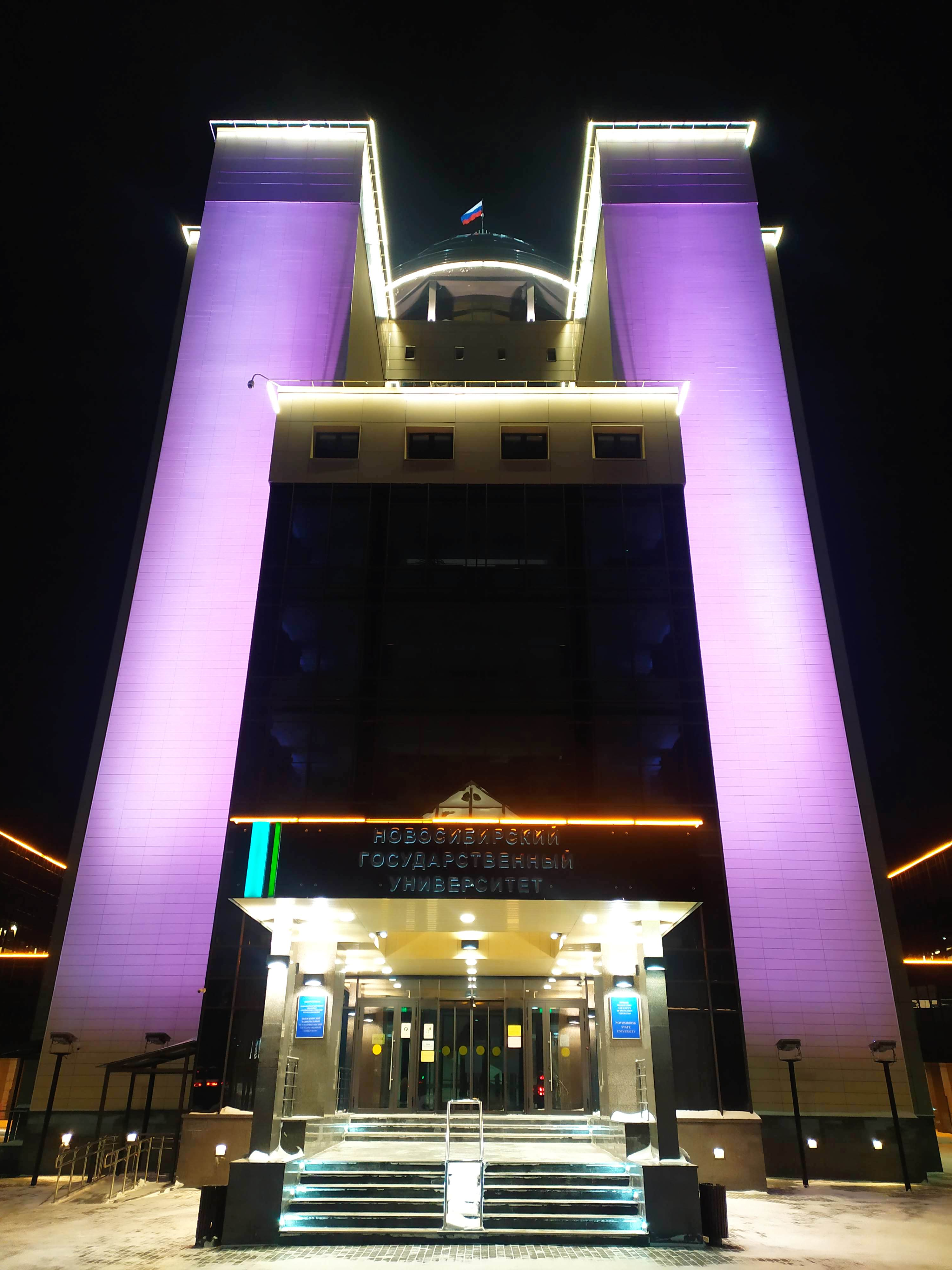
Новосибирский государственный университет. Новый корпус

В августе 2006 года принято решение о строительстве в Академгородке технопарка стоимостью 17 млрд рублей (затем ровно через год оценочная стоимость была увеличена и достигла 21 736,63 млн рублей). Технопарк будет построен в рамках государственной программы «Создание в Российской Федерации технопарков в сфере высоких технологий» и будет специализироваться по четырём основным направлениям: информационные технологии, медико-биологические технологии, силовая электроника и приборостроение. Территория технопарка составит 100 гектаров. Планируется, что общая площадь научно-производственных помещений составит около 150 тыс. м². Помимо них, будет введено множество вспомогательных площадей, построены офисные и торговые центры, жилые комплексы. Строительство технопарка должно было начаться в сентябре 2007 года, и первую очередь планировалось завершить в течение двух лет. Согласно заявлению бывшего председателя СО РАН Николая Добрецова, строительство началось 29 ноября 2007 года. В то же время проект технопарка вызвал протесты части жителей Академгородка, обеспокоенных возможными экологическими последствиями планируемого строительства. Под влиянием протестов первоначальные планы строительства были существенно скорректированы. В октябре 2008 г. генеральный инвестор проекта ООО «РосЕвроДевелопмент» вышел из проекта. После этого проект вновь неоднократно корректировался.

## Основные научные и образовательные учреждения Академгородка
| - Институт теплофизики имени С. С. Кутателадзе СО РАН - Институт неорганической химии имени А. В. Николаева СО РАН - Институт катализа имени Г. К. Борескова СО РАН - Новосибирский институт органической химии имени Н. Н. Ворожцова СО РАН - Институт ядерной физики им. Г. И. Будкера СО РАН - Институт систем информатики имени А. П. Ершова СО РАН - Институт вычислительных технологий СО РАН - Институт вычислительной математики и математической геофизики СО РАН - Институт химической биологии и фундаментальной медицины СО РАН - Институт цитологии и генетики СО РАН - Институт молекулярной и клеточной биологии СО РАН - Институт почвоведения и агрохимии СО РАН - Институт математики им. С.Л. Соболева СО РАН - Институт нефтегазовой геологии и геофизики имени А. А. Трофимука СО РАН - Институт автоматики и электрометрии СО РАН - Институт геологии и минералогии имени В. С. Соболева СО РАН - Институт физики полупроводников им. А.В. Ржанова СО РАН | - Институт теоретической и прикладной механики им. С. А. Христиановича СО РАН - Институт химической кинетики и горения СО РАН - Институт гидродинамики им. М. А. Лаврентьева СО РАН - Институт археологии и этнографии СО РАН - Институт экономики и организации промышленного производства СО РАН - Институт философии и права СО РАН - Институт истории СО РАН - Институт лазерной физики СО РАН - Институт химии твёрдого тела и механохимии СО РАН - Научно-исследовательский институт патологии кровообращения им. Е. Н. Мешалкина Минздрава России - Институт «Международный томографический центр» СО РАН - Центральный сибирский ботанический сад СО РАН - Президиум СО РАН Архивная копия от 30 августа 2006 на Wayback Machine - Новосибирский государственный университет - Высший колледж информатики НГУ - Физико-математическая школа НГУ - Новосибирское высшее военное командное училище |

### Главные культурные центры
| - Дом учёных - ДК «Академия» | - Клуб «Под интегралом» - Научное кафе «Эврика» |

## Музеи
| - Музей археологии и этнографии - Центральный сибирский геологический музей - Историко-архитектурный музей под открытым небом - Музей науки и техники - Новосибирский музей железнодорожной техники | - Музей истории Сибакадемстроя - Музей Солнца - Музей истории СО РАН - Самоцвет — музей минералогии и камнерезного искусства |

## Эмблема
Официального герба новосибирский Академгородок не имеет. В качестве эмблемы чаще всего используется эмблема Сибирского отделения Российской академии наук, чаще всего называемая «Сигмой». На самом деле эмблема представляет собой греческую букву сигма на фоне кривой прибора осциллографа, заключённой в круг.

## Посвящения
Академгородку Новосибирска посвящена песня «Академгородок» московского поэта, автора-исполнителя и рок-барда Александры Павловой (сценический псевдоним Кошка Сашка). Песня вошла в состав сибирского сингла «КотЛета», вышедшего в свет в 2011 году.

## Южное кладбище

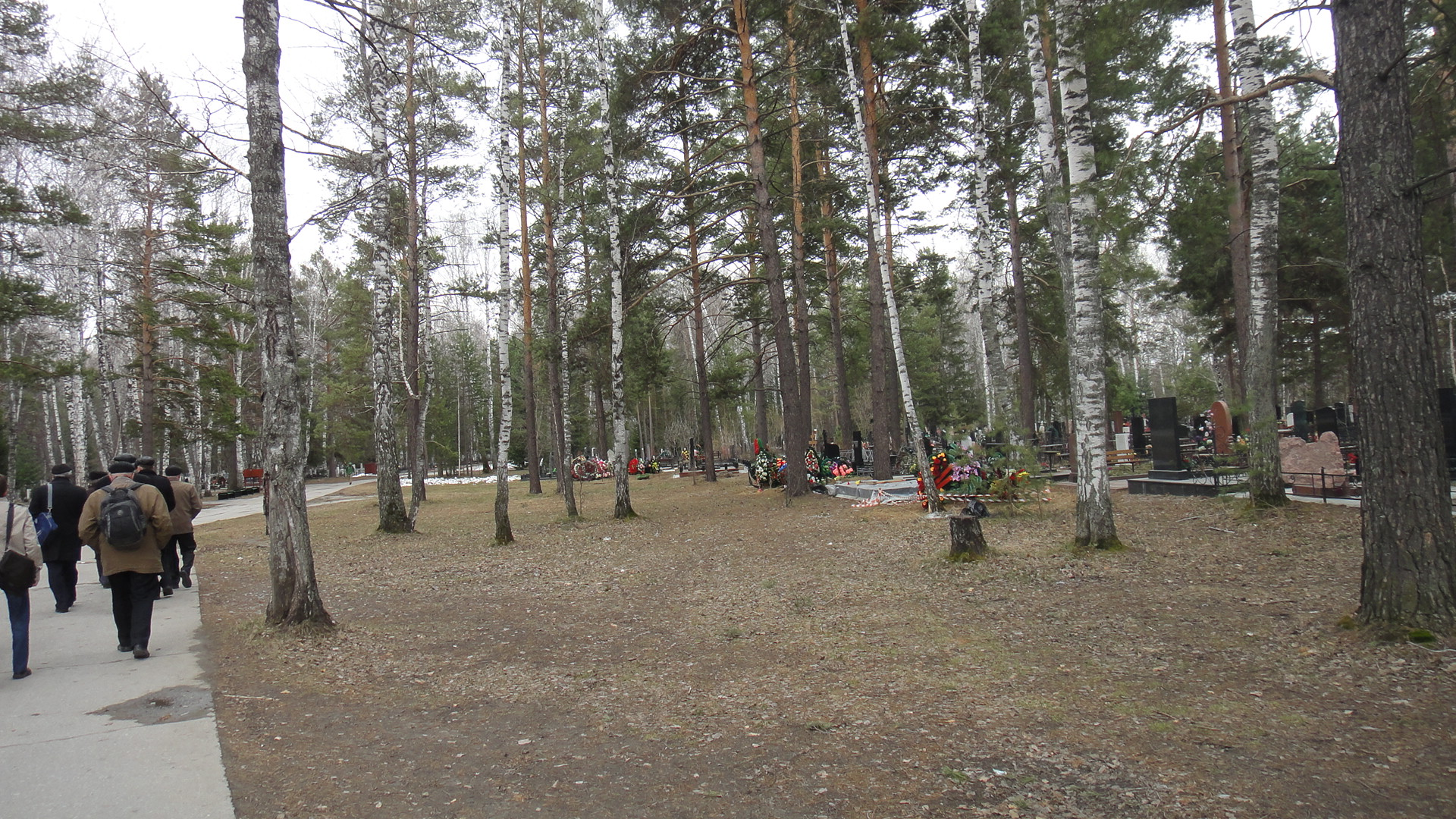

В Академгородке находится Южное (Чербузинское) кладбище Новосибирска (улица Арбузова). Здесь похоронены выдающиеся учёные — создатель Сибирского отделения РАН академик М. А. Лаврентьев, академики В. А. Коптюг, М. М. Лаврентьев, Г. К. Боресков, Г. И. Будкер, А. П. Окладников, А. А. Трофимук, Н. Н. Яненко, В. Н. Монахов, лауреат Ленинской премии, кардиохирург Е. Н. Мешалкин и др., начальник управления «Сибакадемстрой» Н. М. Иванов, строитель Академгородка Герой Социалистического Труда Ф. В. Бирюляев, а кроме того, известная пианистка В. А. Лотар-Шевченко, музыкант и поэт Сергей Фалетёнок.